# Citrone/Buhl Autosport
Citrone/Buhl Autosport é uma equipe norte-americana de automobilismo fundada em 2019 pelo ex-piloto Robbie Buhl, Robert Citrone (fundador da Discovery Capital Management e um dos sócios do Pittsburgh Steelers), Tom Buhl (irmão de Robbie) e Nick Citrone (irmão de Robert).

## História
Em fevereiro de 2020, a equipe anuncia sua inscrição para o Grande Prêmio de Indianápolis e a Indy 500, tendo como piloto Spencer Pigot e apoio técnico da Rahal Letterman Lanigan Racing.
Pilotando um Dallara-Honda #45, Pigot chegou a liderar o GP de Indianápolis durante uma volta antes de abandonar por problemas mecânicos, enquanto que nas 500 Milhas, largou em 12º lugar e deixou a prova após rodar na reta dos boxes.